# Nohohon-Zoku
Nohohon Zoku (のほほん族, "De Familie Zorgeloos") is een van oorsprong Japanse lijn van bureaubladfiguurtjes, gekenmerkt door een groot zachtjes wiebelend hoofd dat wordt aangedreven door zonnepaneeltjes. Met hun duidelijk zorgeloze uitstraling zijn ze bedoeld voor stressverlichting bij hun eigenaren. 
Nohohon-figuurtjes worden gemaakt met een eco-vriendelijke insteek. De Nohohon-cyclus "roteert van de aarde naar voedsel, mensen en het milieu."

## Verkoop
De figuurtjes worden in China vervaardigd door het Japanse speelgoedbedrijf Tomy. Ze worden in Japan verkocht sinds 18 juli 2001 en kosten daar ongeveer ¥1000 (ongeveer €8,-). In Engeland staan ze bekend als "sunshine buddies" en kosten daar ongeveer £8 per stuk.